# Wangqingtuo
Wangqingtuo (kinesiska: 王庆坨, 王庆坨镇) är en köping i Kina. Den ligger i storstadsområdet Tianjin, i den norra delen av landet, omkring 27 kilometer väster om stadens centrum. Antalet invånare är 45 016. Befolkningen består av 21 831 kvinnor och 23 185 män. Barn under 15 år utgör 16,0 %, vuxna 15-64 år 76 %, och äldre över 65 år 6,0 %.